# Barbara von Trüllerey
Barbara von Trüllerey (erstmals erwähnt 1495; † 20. April 1525 in Schänis) war Äbtissin des Stiftes der Kanonissinnen im Kloster Schänis im Kanton St. Gallen in der Schweiz.

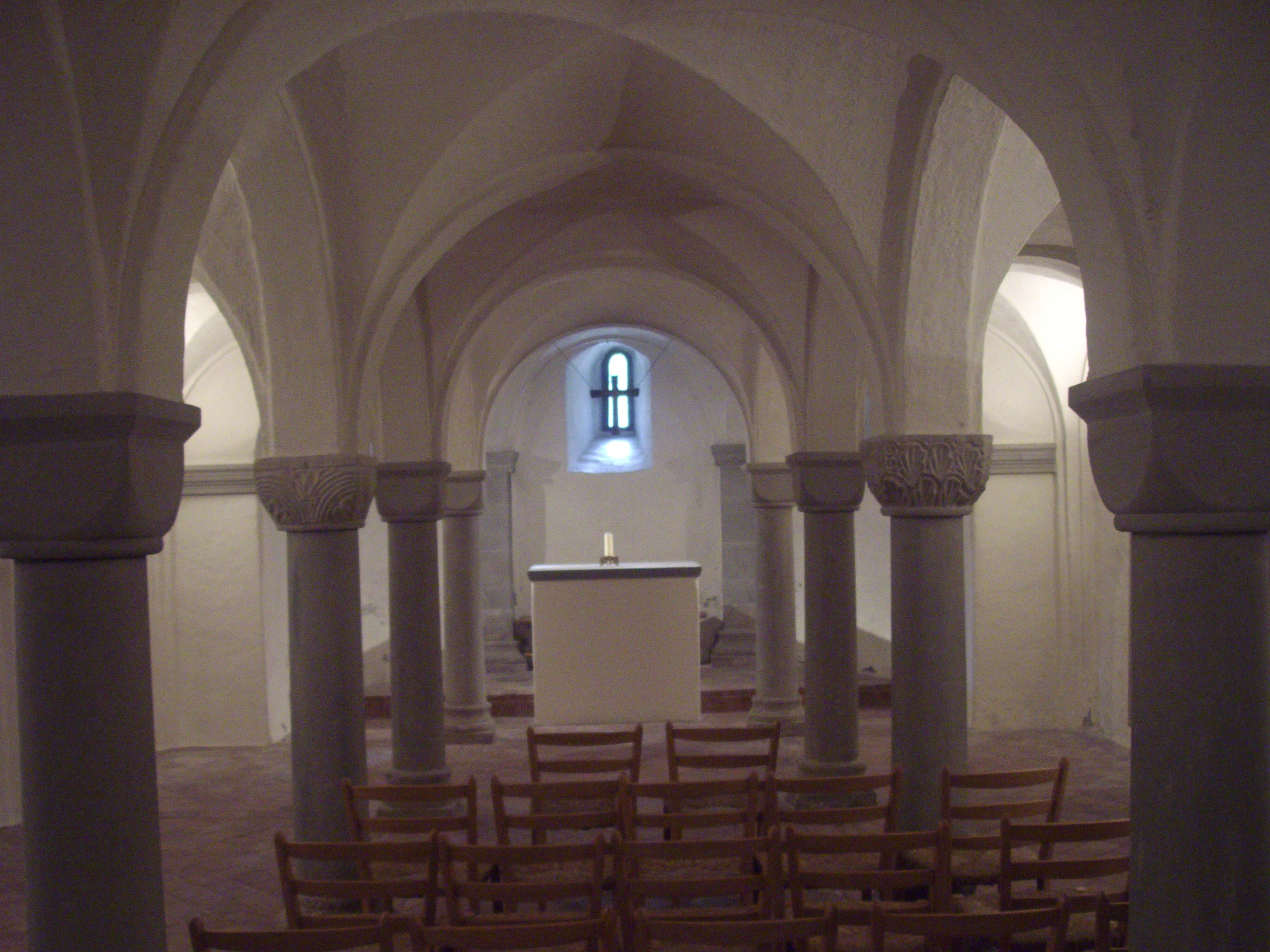
Krypta der Klosterkirche Schänis

Sie stammte aus dem Aarauer Rittergeschlecht der Trüllerey. Sie wurde 1495 Äbtissin und blieb es bis zu ihrem Tod 1525.
1495 verlieh sie Johannes Meyer von Knonau den Meierhof Knonau. Gommiswald löste sich mit ihrer Hilfe von der Pfarrei Benken. 1506 liess Barbara von Trüllerey einen neuen Chor der Stiftskirche und 1512 die Wallfahrtskapelle St. Sebastian errichten. 1511 schloss sie mit dem Kloster Einsiedeln einen Vertrag über Fallrechte.
Barbara von Trüllerey stand im Austausch mit Joachim Vadian und Huldrych Zwingli.